# Weißenpferd
Weißenpferd ist ein Ortsteil von Halver im Märkischen Kreis im Regierungsbezirk Arnsberg in Nordrhein-Westfalen (Deutschland).

## Lage und Beschreibung
Weißenpferd liegt auf 400 Meter über Normalnull nördlich des Halveraner Hauptortes in einem Gewerbegebietes. Die Nachbarorte sind der Hauptort Halver und die Außenortschaften Oege, Schmalenbach, Schwarzenbach, Kirchlöh, Eichholz und Oberhürxtal.
Der Ort ist über Nebenstraßen von der Bundesstraße 229, der Landesstraße 528 oder dem Hauptort zu erreichen, die auch Löhbach anbinden. Bei Weißenpferd entspringt der Löhbach, ein Zufluss der Ennepe. Weißenpferd ist heute als eigenständiger Siedlungsplatz nicht mehr wahrzunehmen, da es von dem Gewerbegebiet zwischen Oege und dem Hauptort vollständig umschlossen ist. Weißenpferd liegt an einer alten Trassierung der Landesstraße 528, die von einer Ortsumgehung ersetzt wurde.

## Geschichte
Weißenpferd wurde erstmals 1542 urkundlich erwähnt, die Entstehungszeit der heutigen Siedlung wird in der ersten Hälfte des 15. Jahrhunderts in der Folge der späten mittelalterlichen Ausbauperiode vermutet. Weißenpferd ist ein Abspliss von Haus Heide.
Im Jahre 1818 lebten 16 Einwohner im Ort. Weißenpferd gehörte 1838 der Halver Dorfbauerschaft innerhalb der Bürgermeisterei Halver an. Der laut der Ortschafts- und Entfernungs-Tabelle des Regierungs-Bezirks Arnsberg als Hof bezeichnete Ort besaß zu dieser Zeit zwei Wohnhäuser, eine Fabrik bzw. Mühle und ein landwirtschaftliches Gebäude. Zu dieser Zeit lebten 19 Einwohner im Ort, einer davon katholischen und 18 evangelischen Glaubens.
Das Gemeindelexikon für die Provinz Westfalen von 1887 gibt eine Zahl von 75 Einwohnern an, die in vier Wohnhäusern lebten.
An Weißenpferd verlief auf der Trasse der alten Landesstraße 528 eine Altstraße von Halver über Wipperfürth, Halver, Kierspe nach Meinerzhagen vorbei, der Hileweg, ein bedeutender frühmittelalterlicher (nach anderen Ansichten bereits frühgeschichtlicher) Handels-, Pilger- und Heerweg.